# 本多長員
本多 長員（ほんだ ながかず）は、江戸時代前期から中期にかけての越前国福井藩家老。通称を孫太郎。越前府中本多家（本多内蔵助家）3代当主。

## 生涯
寛文9年（1669年）2月7日、福井藩家老・本多昌長の四男として府中にて誕生。
同年5月、父の死去により1歳で家督と4万石の知行を相続。幼少の為、叔父・正房が後見と陣代を務めた。貞享3年（1686年）藩主・松平綱昌が改易となり、福井藩は所領を半知の25万石に削減され、長員も知行2万石となる。元禄12年（1699年）綱昌の長男・浅次郎を養子（長教）に迎える。享保2年（1717年）1月23日没。享年49。家督は養子・長教が継いだ。
赤穂事件の当事者である吉良義央の屋敷の北隣東側に長員の屋敷があった。長員は越前常住で、本所の屋敷は江戸常府の家来だけしかいなかった。討ち入りが起こると、留守居役の真柄氏は幕府に使者を出して事件を通報している。
また、赤穂浪士の一人堀部金丸の後妻の弟は、江戸常府本多家次席留守居の忠見政常である関係から、事件後堀部の妻子が長員屋敷の家臣長屋にある忠見宅に引き取られた。堀部家の家督を継承した堀部言真は忠見家の出身。ただし、その後に肥後堀部氏から養子が入り、忠見家とも中山家とも血縁が無くなっている。

## 備考
- 天保時代に本多屋敷の北向かいの道路沿い御台所町に住んでいた宮川政運は、忠見政常の子孫（忠見次郎衛門）から武庸が使用した槍のスケッチや屋敷図を模写し、随筆『宮川舎漫筆』に載せている（『日本随筆大成』所収）。
- 長員家臣団は吉良義央と親しかったため、吉良邸には本多邸に通じる抜け穴があり、吉良が生存する歴史IF小説が複数書かれている[3]。

## 系譜
- 父：本多昌長
- 母：側室
- 正室：不詳 - 墓所は福井県越前市の蓮尚寺
- 生母不明の子女
  - 男子：長三郎 - 夭折
  - 女子：鯖江誠照寺室 - のち本多道好室
  - 女子：岩倉恒具室
- 養子
  - 男子：本多長教（1690-1728） - 松平綱昌の長男